# 小行星7736
小行星7736（英語：7736 Nizhnij Novgorod）是一颗围绕太阳公转的小行星。1981年9月8日，柳德米拉·瓦斯列娜·朱然勒娃在克里米亚发现了此天体。
这颗小行星的绝对星等为146.6535495189901等。